# Хибне узагальнення
Хибне узагальнення — це неформальна помилка, у якій робиться висновок про всі чи багато випадків явища на основі одного чи кількох випадків цього явища. Це схоже на доведення прикладом в математиці. Це приклад поспішних висновків. Наприклад, можна зробити узагальнення щодо всіх людей або всіх членів групи, ґрунтуючись на тому, що відомо лише про одного чи кількох людей:
- Якщо хтось зустріне нечемну людину з країни X, можна запідозрити, що більшість людей у країні X грубі.
- Якщо бачити тільки білих лебедів, можна підозрювати, що всі лебеді білі.

Висловлюючись більш точною філософською мовою, помилка дефектної індукції — це висновок, зроблений на основі слабких посилок або висновок, який не підтверджується достатніми чи неупередженими доказами. На відміну від помилок релевантності, в помилках дефектної індукції передумови пов'язані з висновками, але лише слабко підкріплюють висновки, отже, створюється помилкове узагальнення. Суть цієї індуктивної помилки полягає в переоцінці аргументу, заснованого на недостатньо великих вибірках, з неявній межі або помилці.

## Логіка
Хибне узагальнення часто має наступний формат:
Частка Q вибірки має атрибут A.
Отже, частка Q сукупності має атрибут A.
Таке узагальнення виходить від припущення про вибірку (часто нерепрезентативну або упереджену) до висновку щодо самої сукупності.
Помилкове узагальнення також є способом мислення, який бере досвід однієї людини або однієї групи та неправильно поширює його на іншу.

## Індуктивні помилки
- Поспішне узагальнення — це помилка розгляду лише одного чи дуже небагатьох прикладів або вивчення окремого випадку й узагальнення, яке представляє цілий клас об'єктів чи явищ.
- Протилежна, лінива індукція — це помилка заперечення логічного висновку індуктивного аргументу, відкидання ефекту як «просто випадкового збігу», коли це дуже ймовірно.
- Переважний виняток пов'язаний із поспішним узагальненням, але працює з іншого боку. Це узагальнення, яке є точним, але залучає умову, яка усуває достатню кількість випадків (як винятки); те, що залишилося, набагато менш вражаюче, ніж те, що можна було б припустити за початковим твердженням.
- Помилка нерепрезентативних вибірок — це помилка, коли висновок робиться на основі нерепрезентативних або упереджених вибірок.[4]
- Оманлива яскравість — це своєрідне поспішне узагальнення, яке звертається до почуттів.
- Спеціальні статистичні помилки виникають, коли інтерпретація відповідної статистики «масажується» шляхом пошуку способів перекласифікувати або повторно кількісно визначити дані з однієї частини результатів, але не застосовуючи такої ж ретельної перевірки до інших категорій.[5]
- Це можна вважати особливим випадком помилки композиції, де обговорюваний елемент є групою, а помилкою є те, що можна вивести зі знання частини елемента.

## Поспішне узагальнення
Поспішне узагальнення — це неформальна помилка помилкового узагальнення, яке передбачає досягнення індуктивного узагальнення на основі недостатніх доказів — по суті, поспішного висновку без урахування всіх змінних або достатньої кількості доказів. У статистиці це може включати створення широких висновків щодо статистичного опитування на основі невеликої вибірки, яка недостатньо репрезентує всю сукупність. Його протилежна помилка називається лінивою індукцією, яка полягає в запереченні розумного висновку індуктивного аргументу (наприклад, «це був просто збіг»).

### Приклади
Поспішне узагальнення зазвичай відбувається за схемою:
1. X вірно для A.
2. X вірно для B.
3. Тому X вірний для C, D, E тощо.

Наприклад, якщо людина вперше подорожує містом, бачить 10 людей, і усі вони є дітьми, тоді вона може помилково зробити висновок, що в місті немає дорослих.
Крім того, людина може поглянути на числовий ряд і помітити, що число 1 є квадратним числом; 3 — просте число, 5 — просте число, 7 — просте число; 9 — квадратне число; 11 — просте число, а 13 — просте число. З цих спостережень людина може стверджувати, що всі непарні числа або прості, або квадратні, тоді як насправді 15 є прикладом, який спростовує це твердження.

### Альтернативні назви
Помилка також відома як:
- Помилка чорного лебедя.
- Недозволене узагальнення
- Помилка недостатньої вибірки
- Узагальнення з часткового
- Поспішний висновок
- Загальна заява
- Поспішна індукція
- Закон малих чисел
- Нерепрезентативна вибірка
- Secundum quid

Коли йдеться про узагальнення, зроблене з одного прикладу, можна використовувати терміни «помилка одинокого факту» або «помилка доведення прикладом».
Коли докази навмисно виключаються з метою спотворення результату, вважається, що це помилка виключення — форма упередженості відбору.